# Prévôté régimentaire
Ne doit pas être confondu avec Royal Military Police.

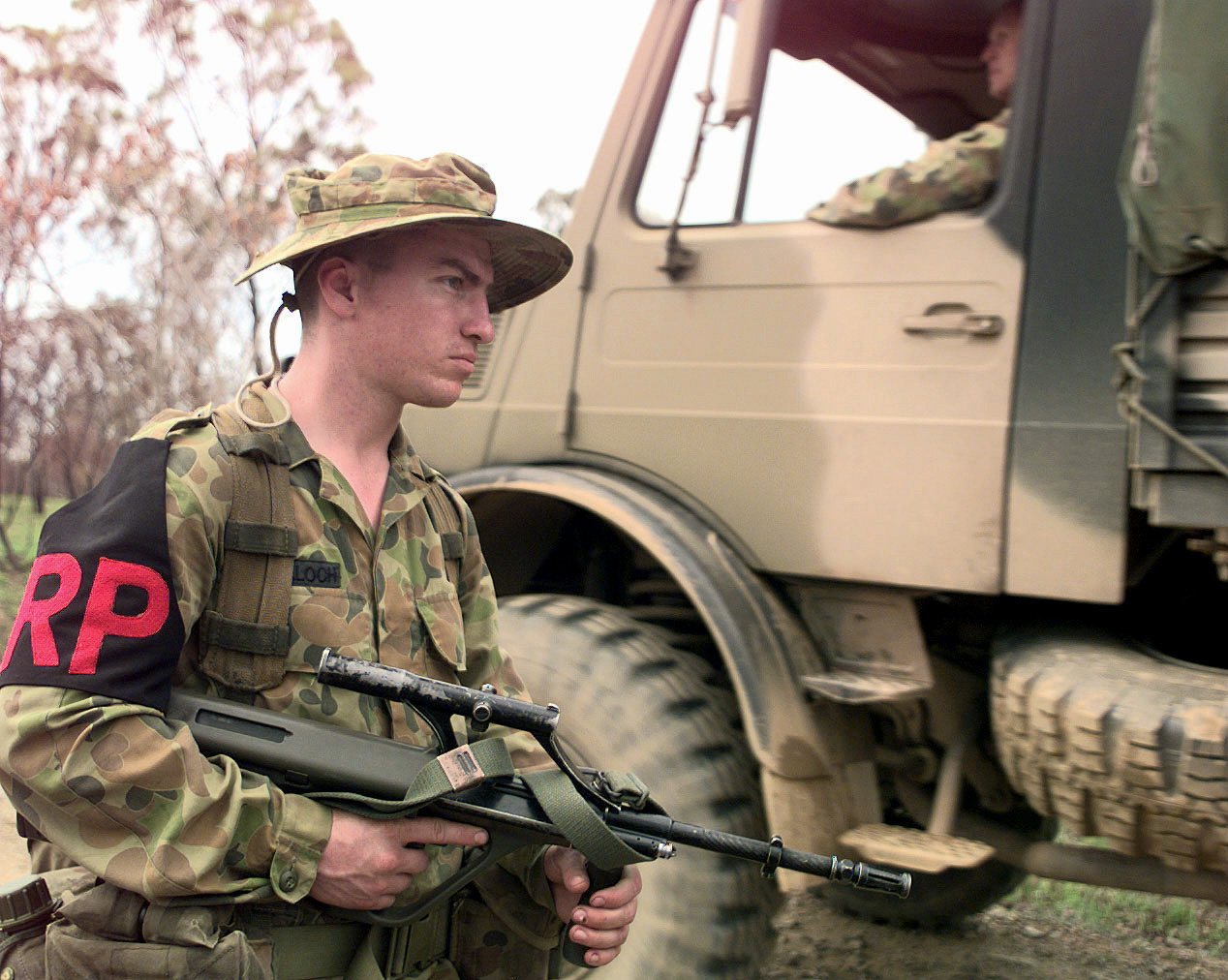
Private Daniel McCulloch of the 9th Royal Queensland Regiment, portant un F88 5.56mm rifle, laisse un véhicule passer, les militaires américains et australiens s'unissent pour participer à l'opération Crocodile de 99, à Queensland en Australie.

La prévôté régimentaire (en anglais : Regimental Provost, abrégé RP), parfois surnommée police régimentaire (en anglais : Regimental Police), désigne des unités de police militaire de l'armée britannique et certaines autres armées des pays du Commonwealth. Elles sont chargées de faire respecter la discipline et d'assurer la sécurité au sein d'une unité. Contrairement aux membres de la Royal Military Police, ceux de la RP sont rattachés à des unités identifiées.

## Description
La plupart des bataillons et régiments ont leur propre section de prévôté régimentaire, habituellement commandée par un sergent de prévôté (Regimental Provost Sergeant ou RPS). Elles ont en général la responsabilité de la sécurité du quartier ainsi que le règlement des affaires de discipline de moindre importance. En cas d'infraction sérieuse à la discipline et/ou aux règlements, l'affaire est alors du ressort du Royal Military Police, avec qui la prévôté régimentaire est souvent confondue en raison de son surnom de « Regimental Police ».
Les membres des sections de prévôté régimentaires portent l'uniforme de combat règlementaire et sont identifiables grâce à un brassard où sont inscrites les lettres « RP », porté au bras droit.
Contrairement aux membres du corps de police militaire, ils ne sont pas habilités à procéder à des arrestations.